# Exposition coloniale portugaise
L'Exposition coloniale portugaise (en portugais : Exposição Colonial Portuguesa) est une exposition organisée à Porto du 16 juin au 30 septembre 1934, dans le Palais de cristal, qui est temporairement rebaptisé Palais des Colonies,.
Dans le parc des expositions, des villages indigènes représentant les différentes colonies ont été reproduits, un parc zoologique avec des animaux exotiques a été construit, des répliques de monuments d'outre-mer ont été construites, la gastronomie a également été mise en valeur, tandis que des centaines d'exposants de la métropole et des colonies attestaient du dynamisme entrepreneurial de l'Empire ,.